# St. Vinzenz Pallotti (Edewecht)
St. Vinzenz Pallotti ist eine römisch-katholische Filialkirche der gleichnamigen Gemeinde im Ammerland. Sie steht unter dem Patrozinium des Heiligen Vinzenz Pallotti und gehört zum Dekanat Oldenburg im Bistum Münster. Das Gotteshaus in Edewecht ist eine Saalkirche im Stil der Moderne und bietet 120 Gläubigen Platz. 

## Geschichte
Schon seit mehreren Jahrhunderten gab es eine Kirche in Edewecht, die nach der Reformation im 16. Jahrhundert evangelisch-lutherisch wurde. Die Einwohnerzahl der Kleinstadt wuchs nach dem Zweiten Weltkrieg vor allem wegen der vielen Vertriebenen und Ostflüchtlinge stark an, so dass auch ca. 500 Menschen katholischen Glaubens in dieser Region eine neue Heimat fanden.
Die Seelsorge übernahmen in der Nachkriegszeit die Pallottiner, die 1946 in Bad Zwischenahn eine Niederlassung der Gesellschaft des apostolischen Lebens eröffneten. Die Gottesdienste feierten die Katholiken in der evangelischen St.-Nikolai-Kirche in Edewecht, bis 1953 eine eigene Kapelle errichtet werden konnte. Vor allem Bettelpredigten und Bittbriefe sorgten für die finanzielle Absicherung.
An diesem Platz wurde 1975/77 nach den Plänen des Architekten Gerd Rohling (Bad Zwischenahn-Rostrup) ein katholisches Gemeindezentrum gebaut und als wichtigstes Element eine moderne Saalkirche integriert. Hinzu kam 1983 ein freistehender dreisäuliger Glockenturm.
Aus dem Seelsorgebezirk Edewecht entstand 1980 eine Kapellengemeinde. 2008 erfolgte die Umwandlung von St. Vinzenz Pallotti (Edewecht) in eine Filialkirche der fusionierten Pfarrei St. Vinzenz Pallotti, zu der neben der Hauptkirche St. Marien (Bad Zwischenahn) auch die Filialkirche St. Marien (Rastede) gehört. Zur Prävention von sexuellem Missbrauch von Kindern und Jugendlichen erarbeitete 2022 eine Steuerungsgruppe im Auftrag des Pfarreirates ein institutionelles Schutzkonzept, das alle fünf Jahre überprüft und bei Bedarf modifiziert wird.
Am 1. Januar 2024 schlossen sich die drei Oldenburger Pfarren St. Josef, St. Willehad und St. Marien sowie St. Vinzenz Pallotti (Bad Zwischenahn) und vier Kirchengemeinden aus benachbarten Landkreisen zusammen zum Katholischen Kirchenverband „Pastoraler Raum Oldenburg-Delmenhorst“ mit Sitz in Oldenburg.

## Glocken
Im Kirchturm von St. Vinzenz Pallotti hängen die folgenden vier Bronzeglocken, die in der Glockenstadt Gescher gegossen wurden.
- Glocke 1: Schlagton: g1; Ø 103,5 cm; Gießer: Petit & Edelbrock; Gussjahr: 1968
- Glocke 2: Schlagton: h1; Ø 81,5 cm; Gießer: Petit & Edelbrock; Gussjahr: 1968
- Glocke 3: Schlagton: d2; Ø 68,0 cm; Gießer: Petit & Edelbrock; Gussjahr: 1968
- Glocke 4: Schlagton: e2; Ø 60,5 cm; Gießer: Petit & Edelbrock; Gussjahr: 1968[7]

## Orgel
Das Gotteshaus St. Vinzenz Pallotti in Edewecht besitzt kein traditionelles Kircheninstrument mit Orgelpfeifen, sondern eine elektronische Orgel.